# 45. sydlige breddekreds
Den 45. sydlige breddekreds (eller 45 grader sydlig bredde) er en breddekreds, der ligger 45 grader syd for ækvator. Den løber gennem Atlanterhavet, det Indiske Ocean, Australasien, Stillehavet og Sydamerika.